# Nososticta mouldsi
Nososticta mouldsi är en trollsländeart som beskrevs av Günther Theischinger 2000. Nososticta mouldsi ingår i släktet Nososticta och familjen Protoneuridae. Inga underarter finns listade i Catalogue of Life.